# توني ريفيس
توني ريفيس (بالإنجليزية: Tony Reeves)‏ هو منتج أسطوانات بريطاني، ولد في 18 أبريل 1943 في New Eltham ‏ في المملكة المتحدة.

## وصلات خارجية
- توني ريفيس على موقع IMDb (الإنجليزية)
- توني ريفيس على موقع ميوزك برينز (الإنجليزية)
- توني ريفيس على موقع أول ميوزيك (الإنجليزية)
- توني ريفيس على موقع ديسكوغز (الإنجليزية)